# Mrežnica
Die Mrežnica ist ein Karstfluss in Mittelkroatien.

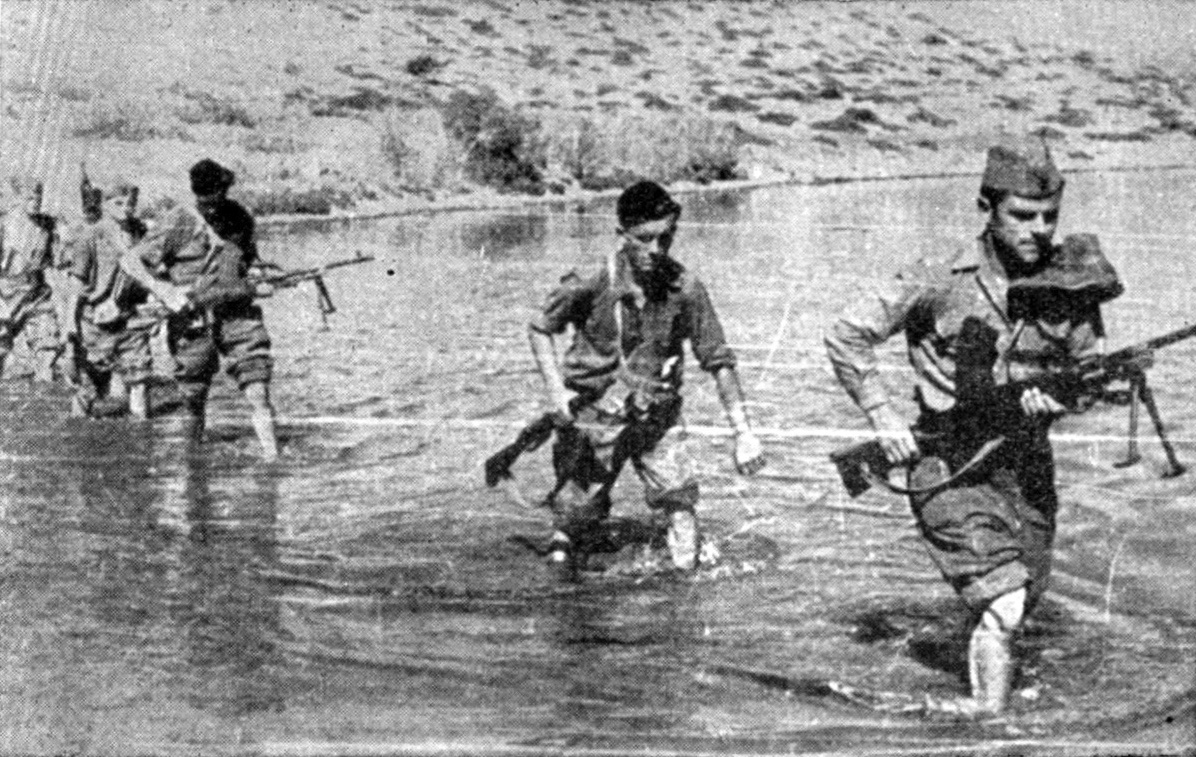
Soldaten der Volksbefreiungsarmee durchqueren die Mrežnica, 1943

Der Fluss entspringt westlich des Ortes Slunj in der Gespanschaft Lika-Senj und mündet nach insgesamt 63 Kilometern nahe Karlovac in die Korana. Sein Hauptzufluss ist die Tounjčica.
Die Mrežnica fließt größtenteils durch ein Karstgebiet. Durch Travertinbildung wird in diesem Gebiet stets neues Gestein durch Pflanzenaktivität geschaffen (siehe dazu Plitvicer Seen). Typisch für die Mrežnica, wie auch für andere Karstflüsse ist ihr klares, smaragdgrün schimmerndes Wasser. Im Sommer beträgt die Höchsttemperatur an manchen Stellen über 24 °C. Besonders gute Bademöglichkeiten finden sich nahe Duga Resa.

## Weblink
- Nezaštićena krasotica još čeka svoj Park prirode…* (Memento vom 18. Januar 2012 im Internet Archive)